# Torneo Femenino Apertura 2003 (Argentina)
El Torneo Femenino Apertura 2003 fue la decimoquinta edición del Campeonato Femenino de Fútbol organizado por la Asociación del Fútbol Argentino.
El campeón fue Boca Juniors y el subcampeón River Plate.

## Equipos participantes
| Equipo             | Ciudad            |
| ------------------ | ----------------- |
| Alem               | General Rodríguez |
| Banfield           | Lomas de Zamora   |
| Sportivo Barracas  | Buenos Aires      |
| Boca Juniors       | Buenos Aires      |
| Estudiantes        | La Plata          |
| Gimnasia y Esgrima | La Plata          |
| Huracán            | Buenos Aires      |
| Independiente      | Avellaneda        |
| Lugano             | La Matanza        |
| Platense           | Vicente López     |
| Racing Club        | Avellaneda        |
| River Plate        | Buenos Aires      |
| San Lorenzo        | Buenos Aires      |

### Distribución geográfica de los equipos
| Región                 | Cant. | Equipos                                                             |
| ---------------------- | ----- | ------------------------------------------------------------------- |
| Conurbano bonaerense   | 6     | Alem, Banfield, Independiente, Lugano, Platense, Racing Club.       |
| Ciudad de Buenos Aires | 5     | Sportivo Barracas, Boca Juniors, Huracán, River Plate, San Lorenzo. |
| Gran La Plata          | 2     | Estudiantes, Gimnasia y Esgrima.                                    |

## Sistema de disputa
El torneo se desarrolló según el sistema de todos contra todos, a una sola vuelta y disputándose en total trece fechas.

## Tabla de posiciones
| Pos. | Equipo             | Pts. | PJ | PG | PE | PP | GF | GC | Dif. |
| ---- | ------------------ | ---- | -- | -- | -- | -- | -- | -- | ---- |
| 01.º | Boca Juniors       | 30   | 11 | 10 | 0  | 1  | 46 | 3  | 43   |
| 02.º | River Plate        | 24   | 9  | 8  | 0  | 1  | 33 | 7  | 26   |
| 03.º | Independiente      | 21   | 8  | 7  | 0  | 1  | 30 | 7  | 23   |
| 04.º | Gimnasia y Esgrima | 21   | 11 | 7  | 0  | 4  | 34 | 15 | 19   |
| 05.º | Banfield           | 18   | 9  | 6  | 0  | 3  | 32 | 12 | 20   |
| 06.º | Lugano             | 18   | 9  | 6  | 0  | 3  | 22 | 11 | 11   |
| 07.º | Huracán            | 15   | 12 | 4  | 3  | 5  | 22 | 25 | −3   |
| 08.º | Racing Club        | 14   | 10 | 4  | 2  | 4  | 24 | 30 | −6   |
| 09.º | Sportivo Barracas  | 12   | 11 | 3  | 3  | 5  | 13 | 20 | −7   |
| 10.º | Estudiantes        | 9    | 9  | 2  | 3  | 4  | 18 | 32 | −14  |
| 11.º | Platense           | 4    | 10 | 1  | 1  | 8  | 1  | 39 | −38  |
| 12.º | Alem               | 3    | 10 | 1  | 0  | 9  | 11 | 60 | −49  |
| 13.º | San Lorenzo        | 0    | 11 | 0  | 0  | 11 | 2  | 27 | −25  |

|  | Campeón. |

Fuentes: UOL Fútbol y RSSSF.

## Resultados

### Fecha 1
| 6 de septiembre de 2003 | Huracán | 1 - 1   | Barracas Bolívar |  |  |
|                         |         | Reporte |                  |  |  |

|  | San Lorenzo | 1 - 4   | Racing Club |  |  |
|  |             | Reporte |             |  |  |

|  | Banfield | 2 - 1   | Lugano |  |  |
|  |          | Reporte |        |  |  |

| 28 de septiembre de 2003 | Platense | 0 - 0   | Estudiantes |  |  |
|                          |          | Reporte |             |  |  |

|  | Independiente | 7 - 1   | Alem |  |  |
|  |               | Reporte |      |  |  |

|  | River Plate | 3 - 1   | Gimnasia y Esgrima |  |  |
|  |             | Reporte |                    |  |  |

Boca Juniors libre.

### Fecha 2
|  | Gimnasia y Esgrima | 1 - 2   | Independiente |  |  |
|  |                    | Reporte |               |  |  |

|             | Alem | vs. | Platense |  |  |
| Postergado. |      |     |          |  |  |

| 4 de octubre de 2003 | Estudiantes | 2 - 6   | Banfield                                                                                  |  |  |
|                      | - · -       | Reporte | Marilina Videla 2' · Indiana Fernández · Romina Musumeci · Gabriela Morán · Teresa Burgos |  |  |

|  | Lugano | 5 - 0   | San Lorenzo |  |  |
|  |        | Reporte |             |  |  |

| 5 de octubre de 2003 | Racing Club | 4 - 4   | Huracán |  |  |
|                      |             | Reporte |         |  |  |

| 5 de octubre de 2003 | Barracas Bolívar | 0 - 3   | Boca Juniors |  |  |
|                      |                  | Reporte |              |  |  |

River Plate libre.

### Fecha 3
| 12 de octubre de 2003 | Boca Juniors | 11 - 0  | Racing Club |  |  |
|                       |              | Reporte |             |  |  |

| 12 de octubre de 2003 | Huracán | 0 - 1   | Lugano |  |  |
|                       |         | Reporte |        |  |  |

| 12 de octubre de 2003 | San Lorenzo | 0 - 3   | Estudiantes | Ciudad Deportiva, |  |
|                       |             | Reporte |             |                   |  |

| 12 de octubre de 2003 | Banfield | 16 - 0  | Alem |  |  |
|                       |          | Reporte |      |  |  |

| 12 de octubre de 2003 | Platense | 0 - 5   | Gimnasia y Esgrima |  |  |
|                       |          | Reporte |                    |  |  |

| 12 de octubre de 2003 | Independiente | 1 - 2   | River Plate |  |  |
|                       |               | Reporte |             |  |  |

Barracas Bolívar libre.

### Fecha 4
| 18 de octubre de 2003 | River Plate | 9 - 0   | Platense |  |  |
|                       |             | Reporte |          |  |  |

| Octubre de 2003 | Gimnasia y Esgrima | 4 - 2   | Banfield |  |  |
|                 |                    | Reporte |          |  |  |

| Octubre de 2003 | Alem | 8 -1    | San Lorenzo |  |  |
|                 |      | Reporte |             |  |  |

| Octubre de 2003 | Estudiantes | 4 - 4   | Huracán |  |  |
|                 |             | Reporte |         |  |  |

|  | Lugano | vs. | Boca Juniors |  |  |

| Octubre de 2003 | Racing Club | 2 - 2   | Barracas Bolívar |  |  |
|                 |             | Reporte |                  |  |  |

Independiente libre.

### Fecha 5
| 1 de noviembre de 2003 | Boca Juniors                                              | 6 - 0   | Estudiantes | Casa Amarilla, |  |
|                        | Gaitán · Albariza · Andrea Ojeda · Marisa Gerez · Ferreti | Reporte |             |                |  |

| 2 de noviembre de 2003 | Barracas Bolívar | 0 - 2   | Lugano |  |  |
|                        |                  | Reporte |        |  |  |

| 2 de noviembre de 2003 | Huracán | 6 - 0   | Alem |  |  |
|                        |         | Reporte |      |  |  |

| 2 de noviembre de 2003 | San Lorenzo | vs. | Gimnasia y Esgrima |  |  |
| Postergado.            |             |     |                    |  |  |

| 2 de noviembre de 2003 | Banfield | 1 - 1   | River Plate | Luis Guillón, |  |
| |          | Reporte |             |               |  |
| Suspendido. A consecuencia de incidentes ocurridos en este partido Banfield sería sancionado posteriormente con una fecha de suspensión. |          |         |             |               |  |

| 2 de noviembre de 2003 | Platense | 0 - 11  | Independiente |  |  |
|                        |          | Reporte |               |  |  |

Racing Club libre.

### Fecha 6
| 8 de noviembre de 2003 | Estudiantes | 3 - 3   | Barracas Bolívar |  |  |
|                        |             | Reporte |                  |  |  |

| 9 de noviembre de 2003 | Independiente | 2 - 1   | Banfield |  |  |
|                        |               | Reporte |          |  |  |

| 9 de noviembre de 2003 | River Plate | 1 - 0   | San Lorenzo |  |  |
|                        |             | Reporte |             |  |  |

| 9 de noviembre de 2003 | Gimnasia y Esgrima | 2 - 0   | Huracán |  |  |
|                        |                    | Reporte |         |  |  |

| 9 de noviembre de 2003 | Alem | 0 - 1   | Boca Juniors |  |  |
|                        |      | Reporte |              |  |  |

| 9 de noviembre de 2003 | Lugano    | 3 - 2   | Racing Club                         |  |  |
|                        | - · - · - | Reporte | Erica Rodríguez · Natalia Hernández |  |  |

Platense libre.

### Fecha 7
| 15 de noviembre de 2003 | Racing Club | 5 - 2   | Estudiantes |  |  |
|                         |             | Reporte |             |  |  |

| 15 de noviembre de 2003 | Barracas Bolívar | 1 - 0   | Alem |  |  |
|                         |                  | Reporte |      |  |  |

| 15 de noviembre de 2003 | Boca Juniors                                                       | 4 - 0   | Gimnasia y Esgrima |  |  |
|                         | Andrea Ojeda 6' 50' · Clarisa Huber 11' · Elizabeth Villanueva 56' | Reporte |                    |  |  |

| 16 de noviembre de 2003 | Huracán | 1 - 0   | River Plate |  |  |
|                         |         | Reporte |             |  |  |

| 15 de noviembre de 2003 | San Lorenzo | 0 - 1   | Independiente |  |  |
|                         |             | Reporte |               |  |  |

| 15 de noviembre de 2003 | Banfield | vs. | Platense |  |  |
| Postergado. Todas las jugadoras de Banfield se encontraban suspendidas a consecuencia de incidentes ocurridos en el partido contra River Plate. |          |     |          |  |  |

Lugano libre.

### Fecha 8
| 23 de noviembre de 2003 | Platense | 1 - 0   | San Lorenzo |  |  |
|                         |          | Reporte |             |  |  |

| 23 de noviembre de 2003 | Gimnasia y Esgrima | 1 - 0   | Barracas Bolívar |  |  |
|                         |                    | Reporte |                  |  |  |

| 3 de diciembre de 2003 | Independiente | 3 - 2   | Huracán |  |  |
|                        |               | Reporte |         |  |  |

| 3 de diciembre de 2003 | River Plate | 3 - 2   | Boca Juniors |  |  |
|                        |             | Reporte |              |  |  |

|  | Alem | vs. | Racing Club |  |  |

|  | Estudiantes | vs. | Lugano |  |  |

Banfield libre.

### Fecha 9
| 29 de noviembre de 2003 | Huracán | 2 - 0   | Platense |  |  |
|                         |         | Reporte |          |  |  |

| 29 de noviembre de 2003 | San Lorenzo | 0 - 1   | Banfield |  |  |
|                         |             | Reporte |          |  |  |

| 1 de diciembre de 2003 | Boca Juniors | vs. | Independiente |  |  |
| Postergado.            |              |     |               |  |  |

| 7 de diciembre de 2003 | Lugano | 5 - 0   | Alem |  |  |
|                        |        | Reporte |      |  |  |

| 7 de diciembre de 2003 | Racing Club | 3 - 1   | Gimnasia y Esgrima |  |  |
|                        |             | Reporte |                    |  |  |

| 7 de diciembre de 2003 | Barracas Bolívar | 2 - 3   | River Plate |  |  |
|                        |                  | Reporte |             |  |  |

Estudiantes libre.

### Fecha 10
| 11 de diciembre de 2003 | Banfield | 2 - 1   | Huracán |  |  |
|                         |          | Reporte |         |  |  |

| 11 de diciembre de 2003 | Platense | 0 - 4   | Boca Juniors |  |  |
|                         |          | Reporte |              |  |  |

| 11 de diciembre de 2003 | Independiente | vs. | Barracas Bolívar |  |  |
| Postergado.             |               |     |                  |  |  |

| 11 de diciembre de 2003 | River Plate | vs. | Racing Club |  |  |
| Postergado.             |             |     |             |  |  |

| 11 de diciembre de 2003 | Gimnasia y Esgrima | 2 - 1   | Lugano |  |  |
|                         |                    | Reporte |        |  |  |

| 11 de diciembre de 2003 | Alem | 2 - 6   | Estudiantes |  |  |
|                         |      | Reporte |             |  |  |

San Lorenzo libre.

### Fecha 11
| 13 de diciembre de 2003 | Estudiantes | 0 - 5   | Gimnasia y Esgrima |  |  |
|                         |             | Reporte |                    |  |  |

| 13 de diciembre de 2003 | Boca Juniors | 1 - 0   | Banfield |  |  |
|                         |              | Reporte |          |  |  |

| 14 de diciembre de 2003 | Lugano | vs. | River Plate |  |  |
| Suspendido.             |        |     |             |  |  |

| 14 de diciembre de 2003 | Racing Club | 0 - 3   | Independiente |  |  |
|                         |             | Reporte |               |  |  |

| 14 de diciembre de 2003 | Barracas Bolívar | 2 - 0   | Platense |  |  |
|                         |                  | Reporte |          |  |  |

| 14 de diciembre de 2003 | Huracán | 1 - 0   | San Lorenzo |  |  |
|                         |         | Reporte |             |  |  |

Alem libre.

### Fecha 12
| 21 de diciembre de 2003 | San Lorenzo | 0 - 1   | Boca Juniors |  |  |
|                         |             | Reporte |              |  |  |

| 21 de diciembre de 2003 | Banfield | 5 - 1   | Barracas Bolívar |  |  |
|                         |          | Reporte |                  |  |  |

| 21 de diciembre de 2003 | Platense | 0 - 2   | Racing Club |  |  |
|                         |          | Reporte |             |  |  |

| 21 de diciembre de 2003 | Independiente | vs. | Lugano |  |  |
| Suspendido.             |               |     |        |  |  |

| 21 de diciembre de 2003 | River Plate | 7 - 0   | Estudiantes |  |  |
|                         |             | Reporte |             |  |  |

| 21 de diciembre de 2003 | Gimnasia y Esgrima | 12 - 0  | Alem |  |  |
|                         |                    | Reporte |      |  |  |

Huracán libre.

### Fecha 13
| 23 de diciembre de 2003 | Alem | 0 - 5   | River Plate |  |  |
|                         |      | Reporte |             |  |  |

| 23 de diciembre de 2003 | Estudiantes | vs. | Independiente |  |  |
| Suspendido.             |             |     |               |  |  |

| 23 de diciembre de 2003 | Lugano | 4 - 0   | Platense |  |  |
|                         |        | Reporte |          |  |  |

| 23 de diciembre de 2003 | Racing Club | 2 - 3   | Banfield                                        |  |  |
|                         | - · -       | Reporte | Teresa Burgos · Karina Ibáñez · Adriana Galarza |  |  |

| 23 de diciembre de 2003 | Barracas Bolívar | 1 - 0   | San Lorenzo |  |  |
|                         |                  | Reporte |             |  |  |

| 23 de diciembre de 2003 | Boca Juniors | 8 - 0   | Huracán |  |  |
|                         |              | Reporte |         |  |  |

Gimnasia y Esgrima libre.

## Campeón
| XXX                     |
| Boca Juniors 7.º título |